# 西吉見村
西吉見村（にしよしみむら）は、埼玉県比企郡にあった村。現在の吉見町西部にあたる。
1954年（昭和29年）に東吉見村・南吉見村・北吉見村と合併して吉見村となり消滅した。

## 地理
- 河川 - 市野川

### 隣接していた自治体
（括弧内は現在の自治体）
- 比企郡
  - 松山町（東松山市）
  - 野本村（東松山市）
  - 南吉見村（吉見町）
  - 北吉見村（吉見町）
- 大里郡
  - 吉見村（熊谷市）

## 歴史
- 1889年（明治22年）4月1日 - 町村制施行に伴い、横見郡北吉見村・南吉見村・御所村・黒岩村・和名村・久米田村・長谷村・田甲村・山野下村が合併し、西吉見村となる。
- 1896年（明治29年）3月29日 - 横見郡が廃止され、比企郡に編入される。
- 1954年（昭和29年）7月1日 - 東吉見村・南吉見村・北吉見村と合併し、比企郡吉見村となる。